# Proganochelys
La proganochelide (gen. Proganochelys) è una delle più antiche tartarughe scoperte finora, conosciuta attraverso fossili rinvenuti in Germania e Thailandia datati a circa 210 milioni di anni fa (Triassico superiore). Tra i vari sinonimi con le quali è nota nella letteratura paleontologica vi sono Triassochelys (nome attraverso il quale era piuttosto conosciuta), Chelytherium, Psammochelys e Stegochelys. La specie più conosciuta è P. quenstedti, della Germania.

## Antica ma già evoluta

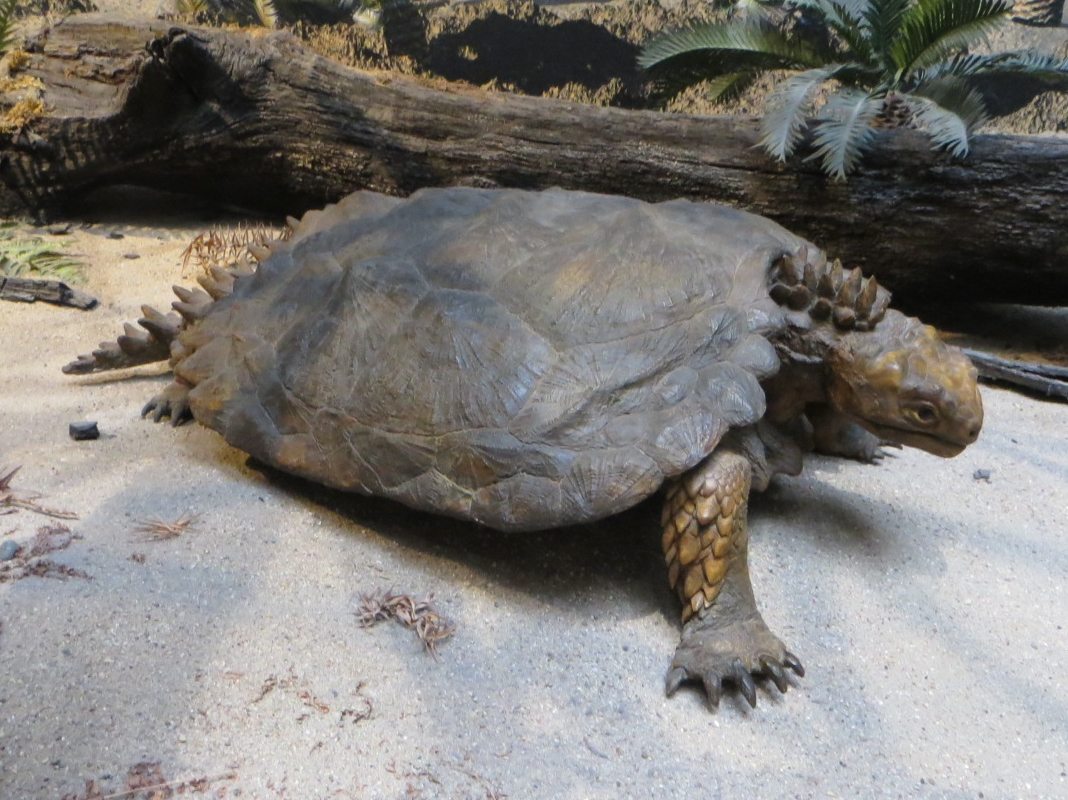
Ricostruzione di Proganochelys

In vita la proganochelide era lunga circa un metro, e il suo aspetto in generale ricordava quello delle odierne tartarughe per molte caratteristiche: era sprovvista di denti, probabilmente possedeva un becco corneo e aveva il tipico scudo pesantemente corazzato formato da placche ossee e costole fuse insieme in una solida gabbia intorno agli organi interni. Comunque vi erano anche alcune considerevoli differenze rispetto alle moderne tartarughe: la sua lunga coda possedeva spine e terminava in una piccola mazza, la sua testa non poteva essere ritratta sotto il guscio e il suo collo era protetto da piccole spine. Il guscio, inoltre, era dotato di una serie di placche ossee supplementari più piccole, che circondavano il carapace principale. Nonostante fosse sprovvista di denti, la proganochelide possedeva piccoli denticoli che formavano una superficie sopra alcune ossa del palato.

## Classificazione
Fino alla scoperta di Odontochelys, avvenuta nel 2008, Proganochelys era la più antica tartaruga conosciuta; per tale motivo è stata utilizzata come base per fare ipotesi sulla natura di altre specie antiche, sulle quali le informazioni ed i ritrovamenti fossili erano più frammentari (Chinlechelys tenertesta).
Tuttavia, a causa delle sue caratteristiche già piuttosto evolute, la maggior parte dei biologi riteneva che non potesse essere considerata la prima specie di tartaruga apparsa sulla Terra.